# فرانسيس باركنسون كيز
فرانسيس باركنسون كيز (بالإنجليزية: Frances Parkinson Keyes)‏ (21 يوليو 1885 - 3 يوليو 1970)؛ كاتِبة وروائية أمريكية.

## روابط خارجية
- فرانسيس باركنسون كيز على موقع إن إن دي بي (الإنجليزية)